# Varan obrovský
Varan obrovský (Varanus giganteus), v Austrálii zvaný perentie, je velký ještěr z čeledi varanovitých (Varanidae). Je to australský endemit, žije především ve střední a západní části tohoto světadílu. Patří mezi pět největších žijících ještěrů na Zemi, může dosahovat délky až okolo 2,5 metru. Ovšem obvykle dorůstá 1,3 až 1,9 metrů, délky nad tuto hodnotu nejsou běžné. Je štíhlejší než další velcí varani, například komodský či skvrnitý, váží nejčastěji okolo 5 kg, výjimečně až ke 20 kg. Zbarven je dohněda s množstvím světlých fleků a skvrn ohraničených černými kroužky či mřížkou. Spodní část těla má krémovou barvu. Je to spíše plašší živočich, který se snaží člověku vyhýbat. Aktivní je především během dne, v zimních měsících hibernuje. Dokáže běžet velmi vysokou rychlostí (až okolo 40 km/h) na poměrně velkou vzdálenost, řadí se v tomto mezi absolutní rekordmany mezi všemi plazy. Živí se lovem rozličných menších a středně velkých živočichů, nejčastěji jiných plazů, v menší míře požírá i mršiny. Disponuje jedovými žlázami, které mu zřejmě pomáhají při lovu a trávení. K rozmnožování dochází na jaře a v létě, kdy samci mohou o samice navzájem bojovat. Oplodněná samice pak klade průměrně 10 vajec do vyhrabané díry v zemi. Inkubace trvá asi 7 až 8 měsíců. K rozmnožování dochází jednou ročně. Mláďata jsou po vylíhnutí plně samostatná. Dospělí varani nemají přirozené nepřátele, mladí jedinci se mohou stát kořistí dospělých varanů, dingů, psů, lišek, koček či dravých ptáků. Dle kritérií IUCN je varan obrovský veden jako málo dotčený druh, kterému nehrozí žádné zásadní nebezpečí.

## Taxonomie, fylogeneze
Varan obrovský byl popsán v roce 1845 britským zoologem Johnem Edwardem Grayem, přičemž obdržel binomické jméno Hydrosaurus giganteus. V roce 1885 byl Georgem Albertem Boulengerem přejmenován na Varanus giganteus. Koncem 20. století byl na základě morfologie a genetických výzkumů zařazen do varanů skupiny gouldii. Podle fylogenetické analýzy z roku 2020 se řadí do podrodu Varanus, který zahrnuje varany z Austrálie (jimž se zde říká goannas) a části jihovýchodní Asie (tzv. australo-papuánská oblast) a jeho sesterským druhem je semiakvatický robustní varan Mertensův. K vydělení varana obrovského do samostatného druhu došlo asi před 5 miliony let. Varan obrovský je monotypický druh, tedy nevytváří poddruhy. 

## Popis

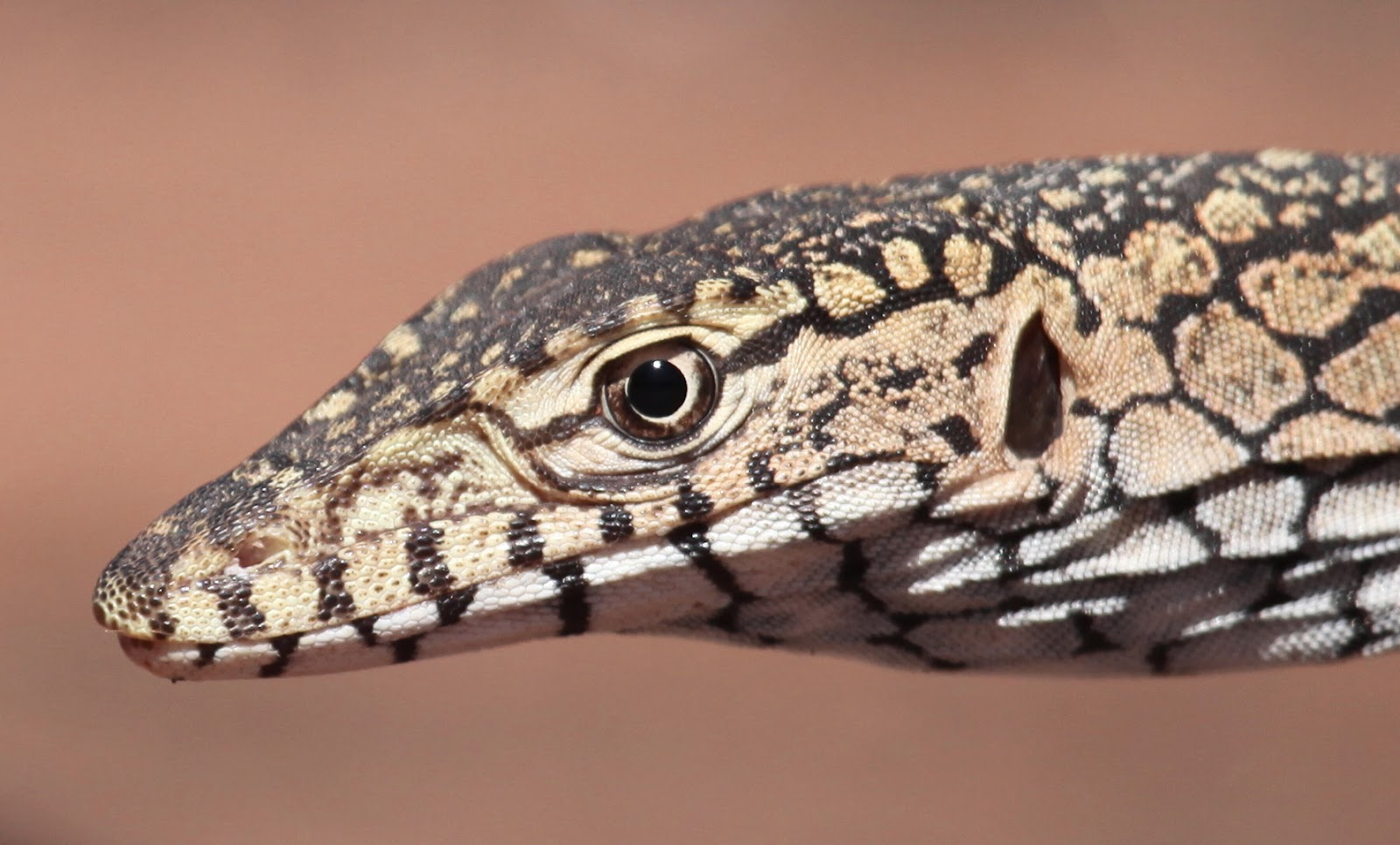
Hlava varana obrovského

Varan obrovský je největší australský ještěr a jeden z největších ještěrů na světě. Tělo je dlouhé, válcovité, poměrně štíhlé, ale zároveň osvalené. Ocas je svalnatý, laterálně (vertikálně) stlačený, středem se táhne malý dvojitý dorsální kýl, který ovšem nedosahuje až ke kořeni. Z celkové délky zaujímá ocas větší část, v průměru je 1,3krát delší než tělo. Krk bývá dlouhý a štíhlý, ovšem s poměrně výrazným vakem. Nohy jsou dobře vyvinuté se silnými drápy. Dospělí jedinci měří na délku (včetně ocasu) asi 130 cm až 190 cm, maximální hodnoty stoupají nad 2 metry. Rekordní exempláře odchycené různými výzkumníky měřili 228 cm, 240 cm, 243 cm, 250 cm a nejdelší vůbec 259 cm. Tyto rozměry jsou ovšem velmi vzácné. Hmotnost dospělých varanů se nejčastěji pohybuje od 2 do 12 kg, přičemž průměrně je to zhruba 5 kg při délce 160 až 170 cm. Největší jedinci váží okolo 20 kg. Samci jsou delší a hmotnější než samice a mají o něco delší ocas. Ve srovnání s varanem komodským je varan obrovský podstatně štíhlejší a v průměru poněkud kratší.
Kůže, jež bývá pravidelně svlékána, přiléhá k tělu spíše volněji, přičemž tvoří záhyby a vrásy. Šupiny na krku a hlavě jsou drobnější a na těle jsou uspořádány do 150 až 155 řad. Na očích se nachází pohyblivá víčka. Ušní otvory jsou relativně velké. Nozdry jsou kulaté či oválné. Jazyk má růžovou barvu, dosahuje značné délky a je na konci rozeklaný. V tlamě se nachází množství krátkých, ostrých, dozadu zahnutých zubů. Hřbet a boky mají hnědou či načervenalou barvu s mnoha krémovými případně žlutavými skvrnami a fleky, jež jsou ohraničeny tmavými kroužky. Na hlavě a krku mohou tyto fleky vytvářet nepravidelnou mřížku. Nohy jsou poměrně tmavé. Spodní část těla je bílá nebo krémová, konec ocasu mívá obvykle také světlou barvu. Mladí jedinci mají většinou více kontrastní zbarvení než dospělci.

## Rozšíření, biotop
Varan obrovský žije v aridních oblastech australského vnitrozemí, na západě obývá i přímořské oblasti. Konkrétně jde o západní Queensland, střední a jižní část Severního Teritoria, velkou část Západní Austrálie a sever Jižní Austrálie. Nalézá se i na ostrově Barrow Island (Západní Austrálie). Celková rozloha areálu výskytu je asi 2 200 000 km2. Preferovaným biotopem je kopcovitá, skalnatá, kamenitá krajina s různými soutěskami, štěrbinami jeskyněmi a velkými balvany. Pokud písečné pláně, pouště a pánve přerušují tyto skalní útvary a rozšiřují možnosti při hledání potravy, jedná se o ideální stanoviště.

## Chování a biologie
Varan obrovský je pozemní druh, ovšem šplhat umí a na stromy se uchyluje například, když je vyrušen. Jeho aktivita se mění v průběhu roku a dne. Jedná se o denního plaza. Během zimy, tedy přibližně od června do srpna, může hibernovat a/nebo je aktivní jen velmi krátké časové období, v průměru asi hodinu denně, a to během nejteplejší části dne. Obvykle hibernuje v nějaké podzemní noře, jeskyni či štěrbině. V létě bývá nejvíce aktivní v chladnějších částech dne, tedy ráno a večer. Může při tom využít nory některých hlodavců, například klokanomyší (Notomys sp.), případně na ostrově Barrow klokánka zemního. Tělesná teplota závisí na teplotě prostředí a pohybuje se v rozmezí 28 až 40 °C, přičemž nejčastěji je to okolo 34 až 37 °C. Teplota těla roste s pobytem na slunci, kontaktem s vyhřátým povrchem nebo po vyšplhání na stromy (je-li zem příliš chladná), ke zchlazení dochází ve stínu, v norách či ve větvoví stromů (je-li zem přehřátá). Podle kusých výzkumů šplhají na stromy téměř výhradně menší jedinci (do cca 2 kg), kteří zde zřejmě hledají útočiště v případě nebezpečí, nebo se zde brzy ráno vyhřívají, případně i přenocovávají.

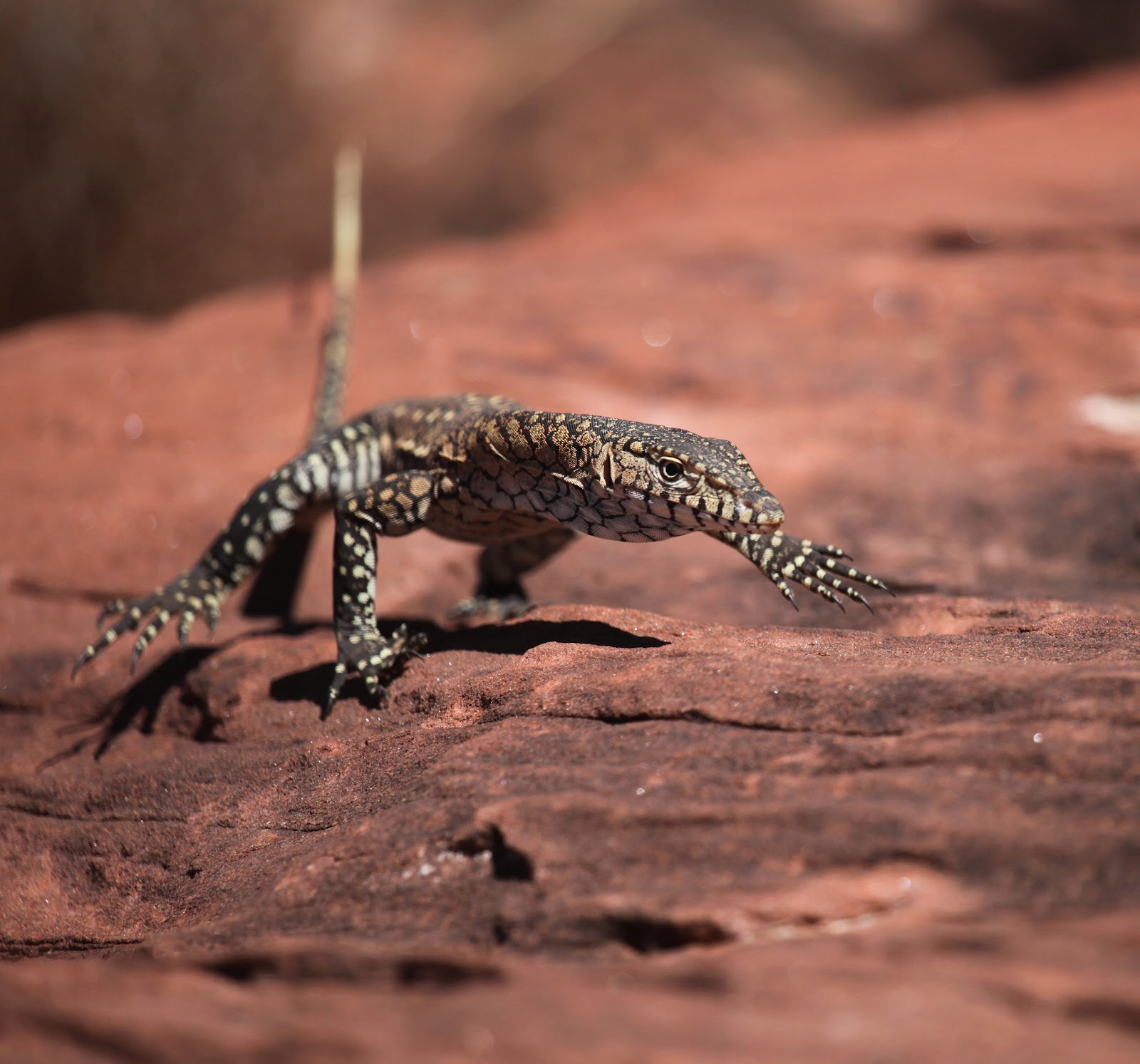
Varan při běhu

Varan obrovský není příliš teritoriální zvíře. Jednotlivci sice mají své domovské okrsky, ale ty se mohou navzájem prolínat. Jejich velikost se velmi výrazně liší, nejmenší mají rozlohu asi 4 ha, největší přes 1 100 ha.
Při setkání s člověkem se většinou chová plaše (snaží se vypadat nenápadně nebo utéct), jindy bez zájmu až krotce, ale občas může být podrážděný a jeho chování může přerůst do nespokojenosti a projevů bojovnosti. To pak syčí, doširoka otevírá tlamu, nafukuje krk a může i švihat ocasem a snažit se člověka zasáhnout. Někdy se zvedá na zadní nohy a opírá se při tom o ocas, má tak lepší přehled o případném nebezpečí. Záleží také, jestli příchozího člověka vidí s dostatečným předstihem, nebo je překvapen - to pak většinou rychle prchá.
Varan obrovský se v rychlosti běhu řadí na špici mezi všemi plazy. Podle oficiálně provedených měření je jednoznačně nejrychlejším varanem, když mu byla zjištěna maximální hodnota okolo 9 m/s (přes 32 km/h). Druhý nejrychlejší varan žlutoskvrnný dokázal běžet rychlostí cca 6 m/s a varan komodský má maximální rychlost okolo 5 m/s. Varan obrovský se při vysoké rychlosti dokáže pohybovat jen po zadních nohách, přičemž přední část těla má vztyčenou. Vysokou rychlost je schopen udržet na vzdálenost i několika set metrů. Jeho vytrvalost i rychlost je umožněna schopností roztahovat krční svaly jako měchy a pumpovat velké množství vzduchu do plic. Podle některých odhadů může tento varan dosáhnout maximální rychlosti až 40,2 km/h (11,2 m/s)

### Potrava

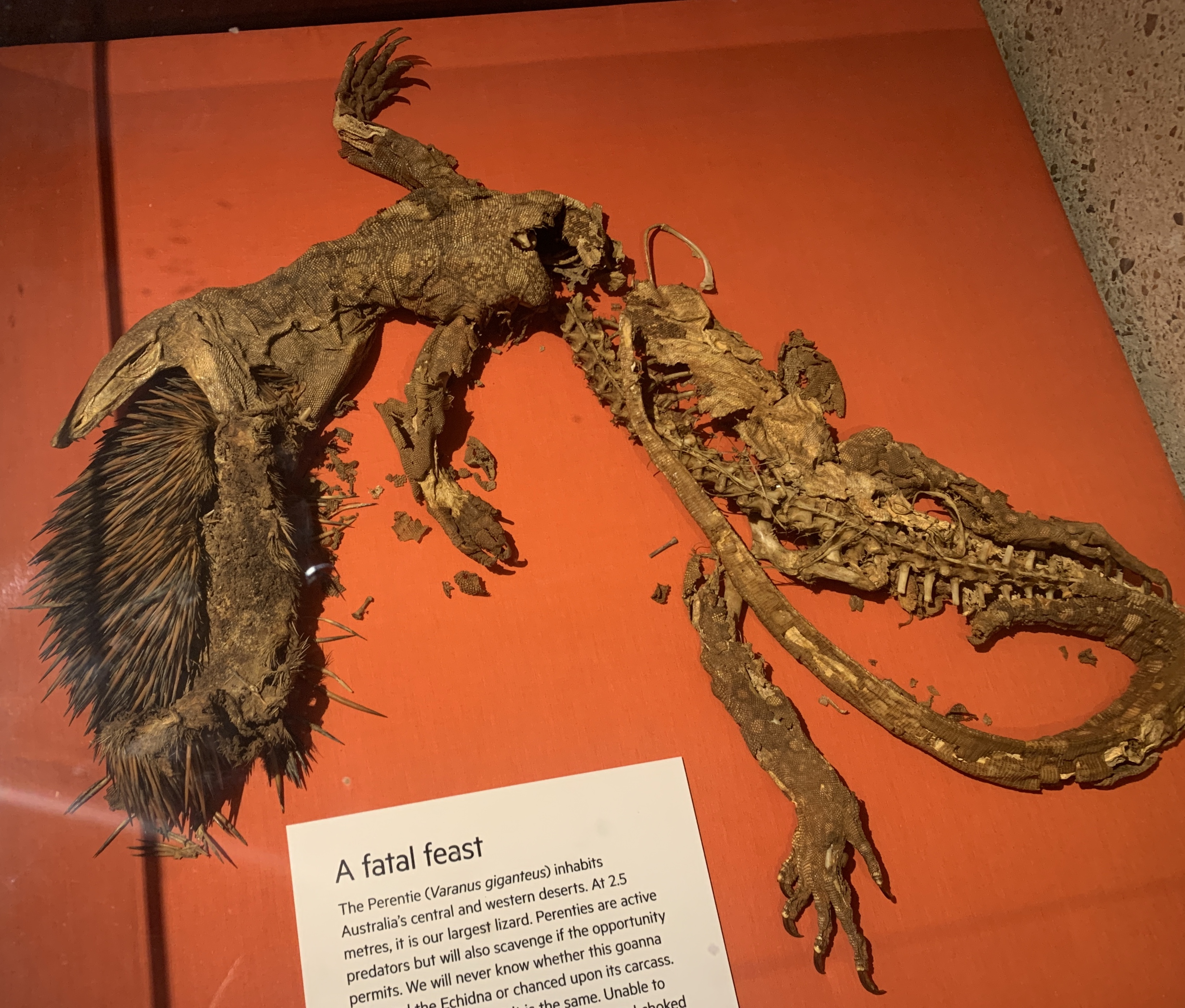
Varan obrovský, který zahynul poté, co se pokusil spolknout ježuru

Varan obrovský je masožravý ještěr, který loví jakékoliv živočichy, jež dokáže přemoci. Jeho kořistí se mohou stát malí klokani, králíci, hlodavci, menší ještěři, hadi (včetně prudce jedovatých pakober a taipanů, vůči jejichž jedu je nejspíše imunní), želvy (včetně jejich vajec), psi a jiní živočichové. Mláďata se ve větší míře živí hmyzem. Na mnoha místech výskytu v potravě převažují plazi. Podobně jako například u varana komodského může se i varan obrovský uchýlit ke kanibalismu a napadnout a sežrat menšího příslušníka svého druhu. Poměrně často požírá i jiné menší druhy varanů, jak ukazuje příklad autem přejetého jedince nalezeného v západním Queenslandu, který měl ve svém žaludku varana ostnoocasého a varana Varanus tristis. Jiný přejetý varan měl v žaludku tilikvu páskovanou, jež může představovat poměrně běžnou kořist. Ježury bývají vůči jeho útoku imunní a pokud už varan ježuru napadne a snaží se jí polknout, může to pro něj skončit i smrtí zadušením. Doplněk stravy tvoří mršiny. Nejvíce se varan snaží krmit před začátkem období rozmnožování a před hibernací, kdy si postupně ukládá tukové zásoby, jež mohou tvořit až 12 procent hmotnosti.

### Jedovatost
Začátkem 21. století byly provedeny výzkumy, jež dospěly k závěru, že varani (přinejmenším někteří) mají jedové žlázy a nepotvrdily předchozí hypotézu, že jsou jejich sliny plné toxických bakterií, což se předpokládalo především u varanů komodských. Na základě toho došlo v taxonomii plazů k vyčlenění zvláštního kladu jménem Toxicofera, který zahrnuje všechny jedovaté plazy včetně hadů. Tato zjištění a jejich aplikace však vyvolala kontroverzi a nejsou mezi všemi vědci přijímána jednoznačně souhlasně. Nicméně na základě dosavadních výzkumů se předpokládá, že jed může varanům (včetně varana obrovského) pomáhat při lovu, například snížením srážlivosti krve oběti, a trávení. Obecně není jed považován za příliš silný a člověka zřejmě nedokáže fatálně ohrozit - způsobuje ovšem bolest, otok, závrať.

### Rozmnožování, dožití

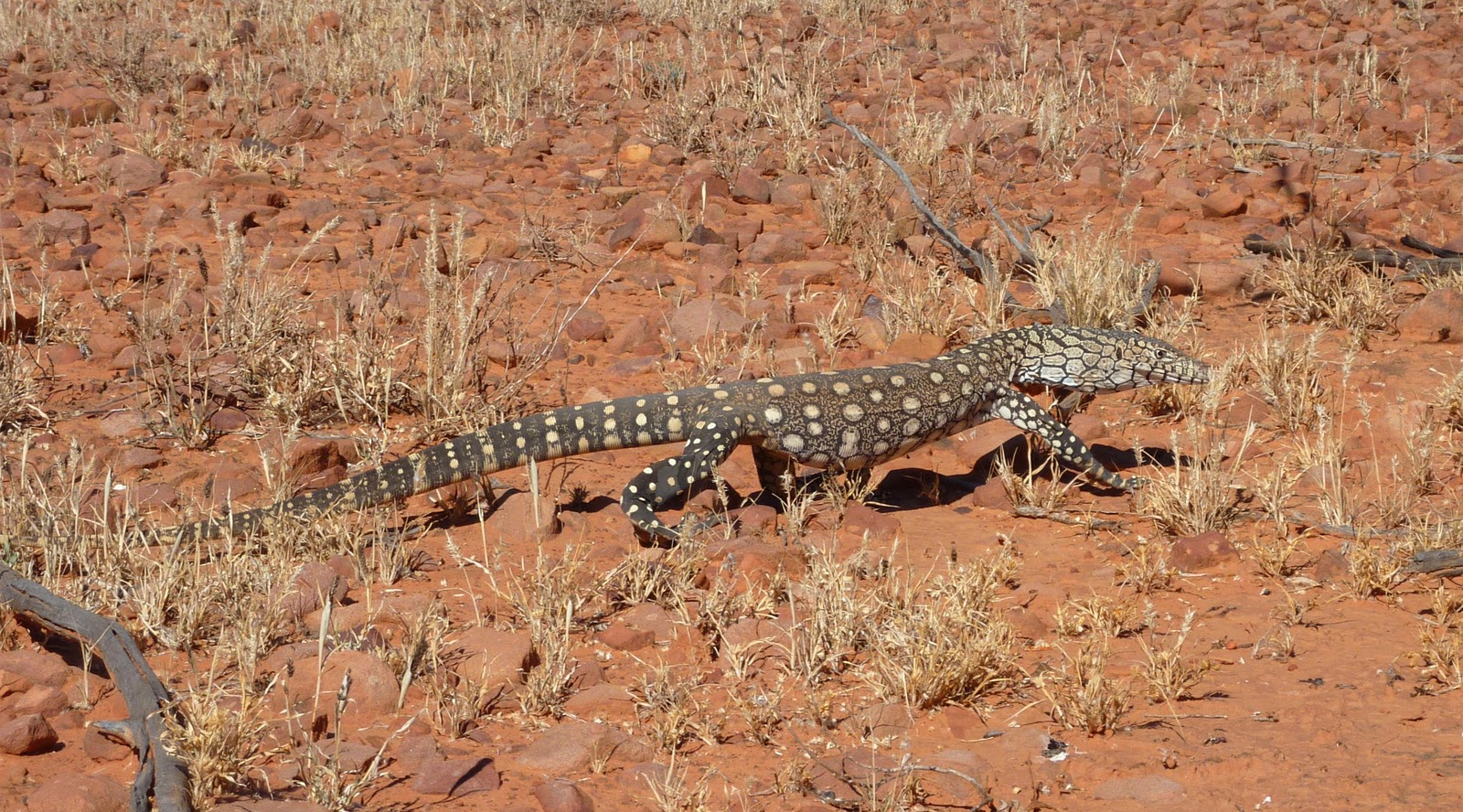
Varan ve svém přirozeném prostředí - aridní krajině

O rozmnožování varana obrovského ve volné přírodě je známo jen málo informací. Podle nepříliš početných dat se předpokládá, že se varani rozmnožují během australského podzimu a léta. Samci v té době bojují o samice a používají při tom drápy na předních nohou a čelisti. Mohou si při tom způsobit i vážnější zranění. Vítězní samci a samice se následně mohou nějakou dobu zdržovat ve vzájemné blízkosti.
Ze zajetí existuje více zpráv. Například přírodovědec Steve Irwin podrobně popsal reprodukční chování několika jedinců v polootevřeném výběhu v Queensland Reptile and Fauna Park (Beerwah, Queensland). Varani zde žijící byli během června a července pasivní, ale od srpna začali žrát a později si hrabali díry. Dva dospělí samci se zcela bez známek vzájemné agresivity zajímali o jednu samici, s níž se v průběhu října pokoušeli pářit a to především mladší a menší z nich. Při kopulaci nadzvedávala samice ocas a nechala do sebe vniknout jeden ze samcových hemipenisů. V listopadu ztratila samice o další páření zájem. Následně začala hloubit noru na vejce, používala k tomu především čumák fungující jako lopata. Počínala si při tom velmi opatrně a hlídala své okolí. Stala se následně dosti agresivní vůči menšímu ze samců. Větší samec pak převzal roli jakéhosi ochránce a rovněž začal být vůči menšímu samci agresivní. Mezi pářením a kladením vajec uběhla doba asi 4 týdnů. Počet vajec v jedné snůšce se pohybuje od 5 do 15, nejčastěji je to 9 až 10. Vejce mají kožovitý obal, váží okolo 90 gramů, na výšku měří cca 8,7 cm, na šířku asi 4,5 cm. Čerstvě vylíhlá mláďata váží 25 až 50 gramů a měří 17 až 42 cm. Po vyklubání jsou plně samostatná.
K dožití varana ve volné přírodě existuje jen minimum údajů. V zajetí se může dožít okolo 20 let, ve volné přírodě je odhadovaný maximální věk až 50 let.

### Predace, nemoci, paraziti
Dospělí jedinci prakticky nemají přirozené nepřátele. Subadultní varani mohou být příležitostně uloveni dingy nebo hady. Mláďata mohou padnout za oběť dingům, liškám, psům a kočkám. Někteří draví ptáci mohou rovněž představovat pro mladé jedince hrozbu. Mladí varani nejspíše tráví část života v korunách stromů, aby unikli predaci.
Varani obecně dokáží tolerovat velké množství endo- a ektoparazitů. V trávicím traktu se často nachází hlístice, tasemnice a prvoci. Hlístice druhu Abbreniata perenticola je specifická pro varana obrovského. V krvi se mohou nacházet někteří prvoci. Na kůži často parazitují různí roztoči a klíšťata. Ta se drží většinou na hrudi, u kořene ocasu, mezi očima a nosních dírkách.

## Ohrožení, ochrana, kultura

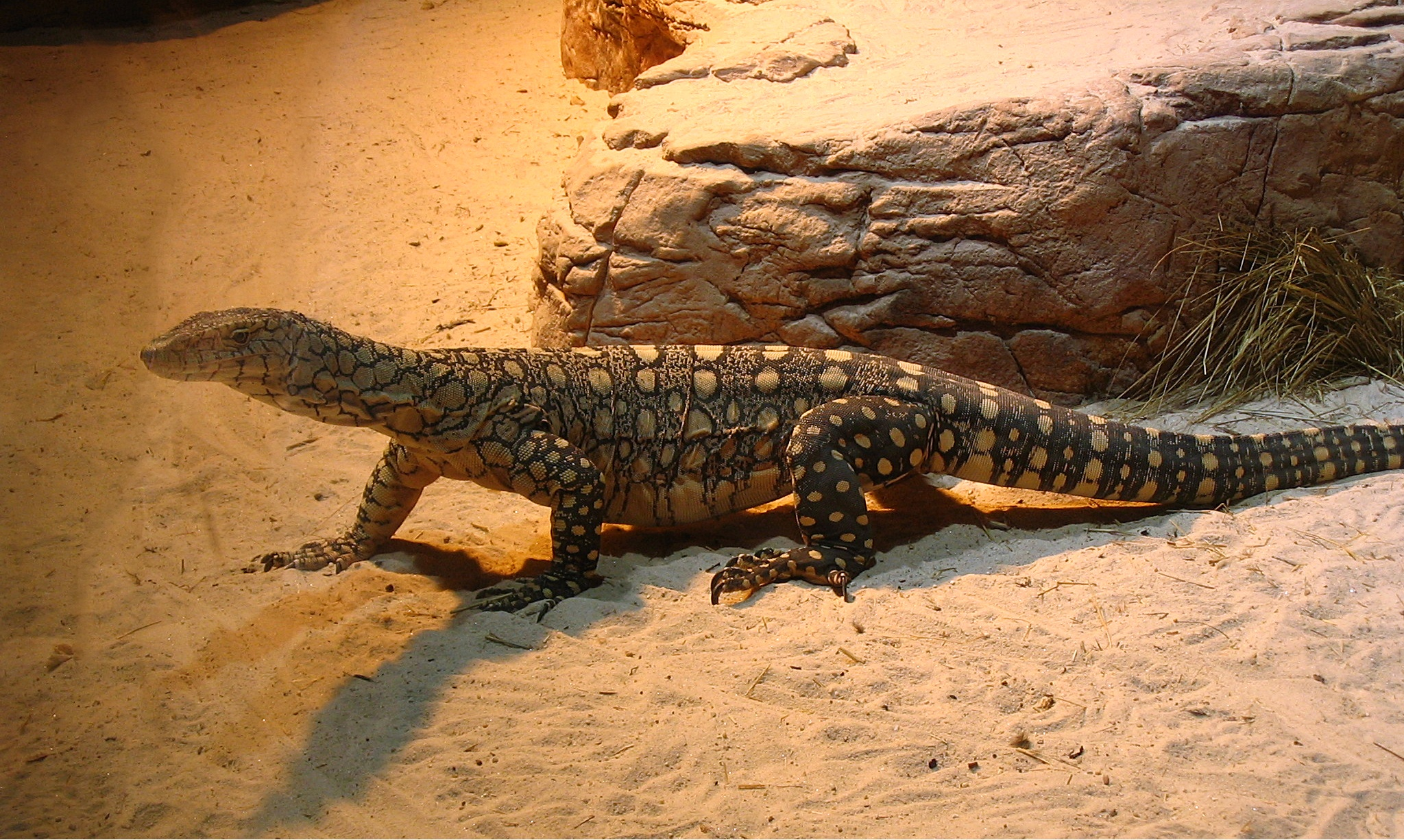
Varan obrovský v Sydney Wildlife World

Mezinárodní svaz ochrany přírody vyhodnotil tento druh až v roce 2017 a zprávu publikoval v roce 2018. Dle ní je varan obrovský málo dotčený taxon, jemuž nehrozí žádné nebezpečí. Z hlediska populační hustoty jde sice o málo početného živočicha, nicméně populace je hodnocena jako stabilní. Konzumují ho Aboriginci, jako běžné jídlo z buše. Občas je obchodován, ale jde téměř vždy o v zajetí chované jedince.
Varan obrovský není považován za škůdce, nevytváří invazní populace a nemá žádný zásadní dopad na zemědělství a krajinu obecně. V Austrálii na něj není cílena žádná konkrétní ochranářská akce, ovšem obecně je chráněn legislativou každého svazového státu, konkrétně Queensland Nature Conservation Act 1992; Western Australian Wildlife Conservation Act 1950; Northern Territory Territory Parks and Wildlife Conservation Act 2006; South Australian National Parks and Wildlife Act 1972. Dokonce v Tasmánii, kde se nevyskytuje, je druh preventivně veden jako tzv. kontrolované zvíře v rámci Tasmanian Nature Conservation Act 2002.
V kultuře Aboriginců mají varani své důležité místo, přičemž domorodci velmi dobře rozlišovali mezi jednotlivými druhy. Konkrétně k varanovi obrovskému se vztahuje několik mýtů a bajek. Příkladem je příběh o tom, jak získaly dva druhy varanů - perentie a goanna (varan pestrý) - své zbarvení, z něhož pak Aboriginci odvozují preferovaná stanoviště obou druhů. Varan obrovský je často zpodobňován v domorodém výtvarném umění. Varaní muž jménem Ngintaku (či Wati Ngintaka) je středoaustralskými domorodci považován za důležitého stvořitele přírodních částí jejich území.
Varani obrovští jsou častými chovanci mnoha australských a i některých světových zoo.